# Blues for the Red Sun
Blues for the Red Sun es el segundo álbum de Kyuss, editado por Dali Records en 1992.
El título del disco fue tomado del capítulo cinco del libro de Carl Sagan Cosmos, titulado en inglés "Blues for a Red Planet". 
Este álbum está considerado uno de los pilares del stoner metal, junto con Sleep's Holy Mountain de Sleep y Spine of God de Monster Magnet, entre otros. 
Blues for the Red Sun fue incluido en la lista de la revista "Q" de los 50 álbumes más pesados de todos los tiempos.

## Lista de canciones
1. "Thumb" (Brant Bjork/Josh Homme) – 4:41
2. "Green Machine" (Bjork) – 3:38
3. "Molten Universe" (John Garcia/Homme) – 2:49
4. "50 Million Year Trip (Downside Up)" (Bjork) – 5:52
5. "Thong Song" (Homme) – 3:47
6. "Apothecaries' Weight" (Garcia/Homme) – 5:21
7. "Caterpillar March" (Bjork) – 1:56
8. "Freedom Run" (Bjork/Homme) – 7:37
9. "800" (Garcia/Homme) – 1:34
10. "Writhe" (Homme) – 3:42
11. "Capsized" (Garcia/Homme) – 0:55
12. "Allen's Wrench" (Bjork/Homme) – 2:44
13. "Mondo Generator" (Nick Oliveri) – 6:15
14. "Yeah" (Garcia) – 0:04

## Formación
- John Garcia - Voz
- Josh Homme - Guitarra
- Nick Oliveri - Bajo
- Brant Bjork Batería

## Ficha técnica
- Grabado en Sound City Studios, California
- Productor - Kyuss y Chris Goss
- Ingenieros de sonido - Joe Barresi, Mike Bosely, Brian Jenkins y Jeff Sheehan
- Fotografía - Michael Anderson
- Dirección artística - Skiles
- Masterización - Howie Weinberg